# 魑魅魍魎 (アルバム)
『魑魅魍魎』（ちみもうりょう）は、陰陽座の8枚目のオリジナルアルバム。2008年9月10日にキングレコードから発売された。

## 概要
今作のテーマは「妖怪」であり、収録されている全ての曲が妖怪そのものを唄うことに特化しているアルバム。陰陽座史上初のオリコントップ10入りを果たした。

## 収録曲
1. 酒呑童子（しゅてんどうじ） [5:47]
作詞・作曲：瞬火
酒呑童子は鬼たちの大将である妖怪だが、瞬火曰く、ここではそれに自分たちの姿も重ねているという。
2. 蘭（あららぎ） [3:51]
作詞・作曲：瞬火
瞬火曰く、森蘭丸のことをモチーフにして作った楽曲。
3. がしゃ髑髏（がしゃどくろ） [3:39]
作詞・作曲：瞬火
4. 野衾忍法帖（むささびにんぽうちょう） [2:45]
作詞・作曲：瞬火
5. 紅葉（くれは） [4:22]
作詞・作曲：瞬火
12thシングルの表題曲。謡曲の「紅葉狩」などに出てくる「呉葉伝説」をモチーフにした楽曲。
6. 青坊主（あおぼうず） [4:41]
作詞・作曲：瞬火
7. 魃（ひでりがみ） [3:32]
作詞・作曲：瞬火
8. しょうけら [3:01]
作詞・作曲：瞬火
9. 鬼一口（おにひとくち） [5:36]
作詞・作曲：瞬火
『伊勢物語』の「芥川」の段を、別の視点から描いた楽曲。
10. 道成寺蛇ノ獄（どうじょうじくちなわのごく） [11:28]
作詞・作曲：瞬火
能楽の『道成寺』をモチーフに描いた楽曲。歌詞には瞬火独自の解釈も加えられている。
11. 鎮魂の歌（たましずめのうた） [4:44]
作詞・作曲：黒猫
酒呑童子を討ちに行き、果てた雑兵たちのことを唄った楽曲。
12. にょろにょろ [4:26]
作詞・作曲：瞬火